# Pavane för en död prinsessa

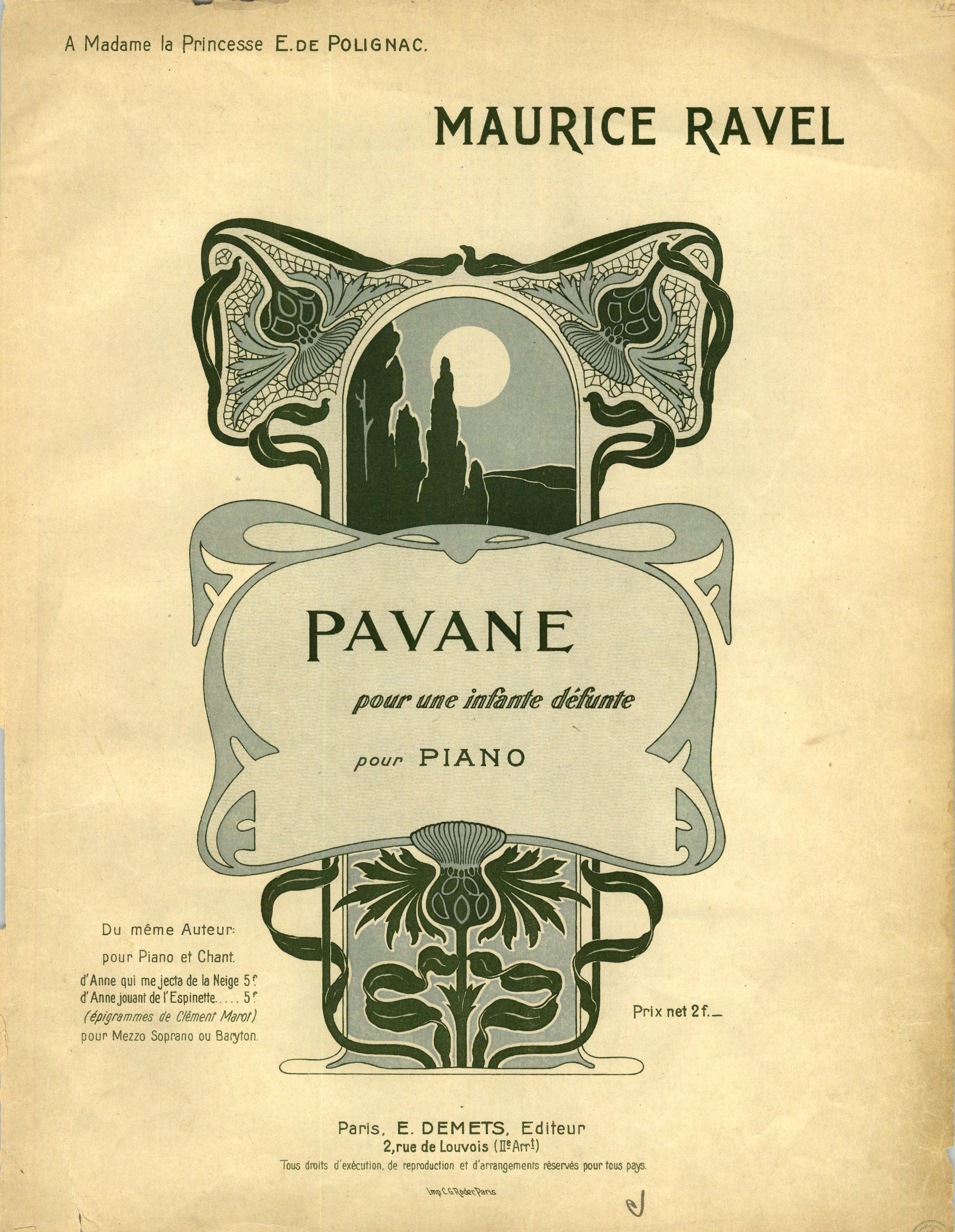
Pavane pour une infante défunte

Pavane för en död prinsessa (franska Pavane pour une infante défunte) är ett musikstycke av den franske kompositören Maurice Ravel. Stycket skrevs 1899 för piano. År 1910 fick stycket ett orkesterarrangemang.
Stycket har beskrivits som inspirerat av den franske kompositören Emmanuel Chabrier.